# Wierzchołek izolowany
Wierzchołek izolowany grafu – wierzchołek stopnia 0, to znaczy wierzchołek niebędący końcem żadnej krawędzi grafu. Jedynym grafem spójnym zawierającym wierzchołek izolowany jest K1.

K_{1}